# Monti di Trapani
I Monti di Trapani sono il gruppo di montagne che si estendono nella provincia di Trapani in Sicilia e ricadono nel settore più occidentale della catena nord-siciliana.

## Descrizione

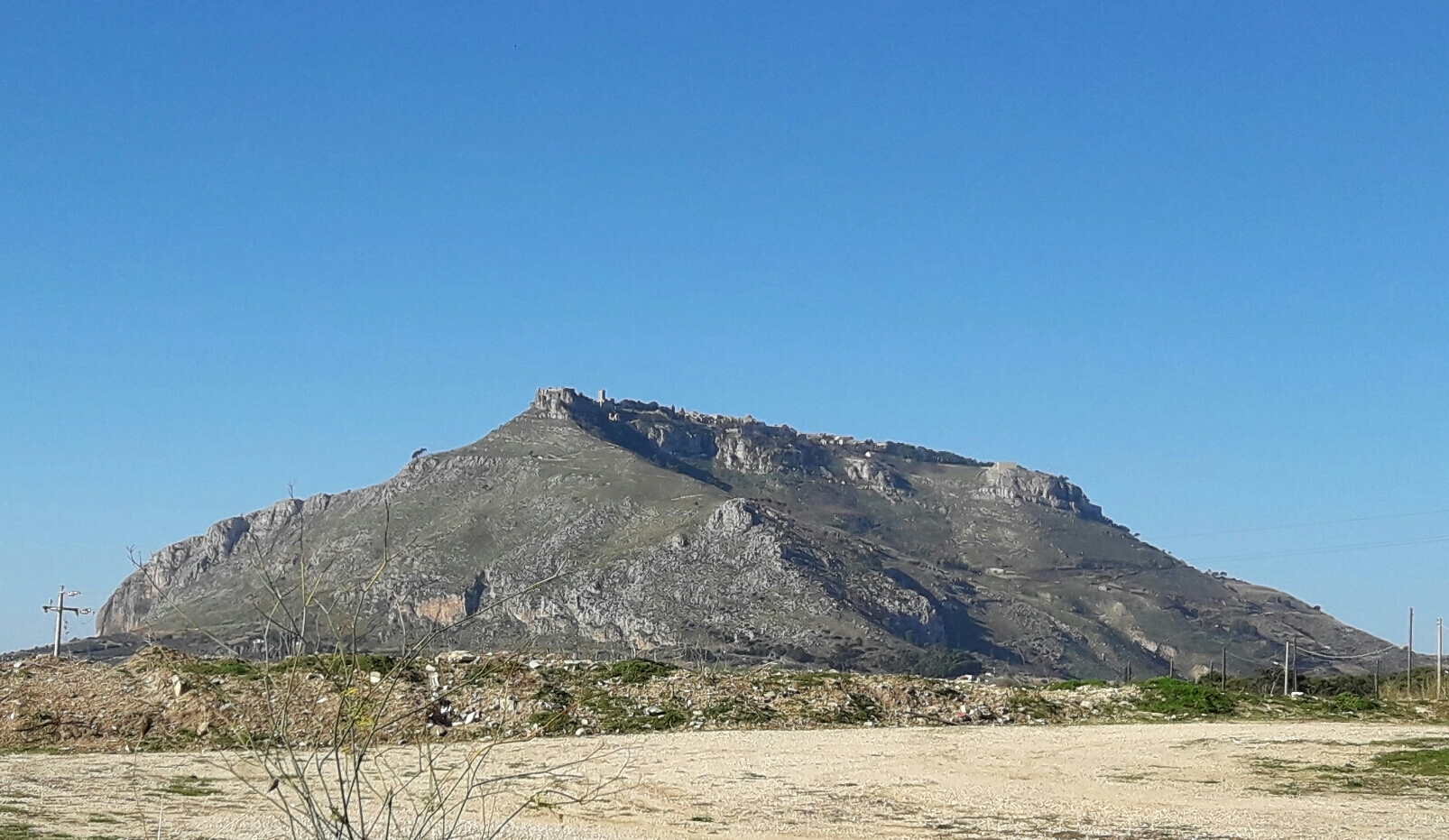
Il Monte Erice, cima più occidentale dei Monti di Trapani, visto da Valderice

I Monti di Trapani sono una continuazione naturale dei Monti di Palermo (situati a est) e pertanto possono considerarsi l'ultima catena montuosa dell'Appennino Siculo e quindi la sua fine.
Il punto più estremo ad ovest è il Monte Erice, situato nella città di Trapani mentre il punto più a nord è occupato dal Monte Monaco, nei pressi di San Vito lo Capo.
Si tratta di un segmento della catena che ingloba i comuni di Valderice, Erice, Custonaci, San Vito lo Capo, Buseto Palizzolo, Castellammare del Golfo, Alcamo, Vita, Salemi e Calatafimi Segesta.
Il Monte Sparagio con i suoi 1.110 m s.l.m. è il rilievo più alto del complesso montuoso, il secondo è il Monte Inici alto 1.065 m (nei pressi di Castellammare del Golfo). Monte Sparagio e Inici sono le uniche due cime nel trapanese a superare i mille metri.

## Orografia
- Monte Sparagio (1.110 m)
- Monte Inici (1.065 m)
- Monte Speziale (913 m)
- Monte Bonifato (825 m)
- Montagna Grande (771 m)
- Monte Erice (751 m)
- Monte Polizzo (725 m)
- Monte Cofano (659 m)
- Monte Scorace (645 m)
- Monte Baronia (630 m)
- Monte Palatimone (595 m)
- Monte Pispisa (545 m)
- Monte Monaco (532 m)